# Andreu Francisco i Roger
Andreu Francisco i Roger (Badalona, 1 de març de 1971) és l'alcalde d'Alella (Maresme).
Llicenciat en Direcció i Administració d'Empreses, postgrau en Comerç Exterior i Finances Internacionals i mestratge en Direcció Fiscal i Financera de l'Empresa, per la Universitat de Barcelona. Alcalde d'Alella des de 2003, és vicepresident del Consorci Localret des de 2004 i de la Fundació Tecnocampus Mataró-Maresme des de 2012. Ha treballat a IBC 2000, ha estat empresari d'una consultoria en tecnologies de la informació (1999-2004) i consultor freelance en tecnologies de la informació (1996-1998). És un alcalde que ha utilitzat el blog i les xarxes socials per aprofundir en una política de proximitat 2.0.